# Lori Harvey
Lori Harvey (Memphis, 13 de enero de 1997) es una modelo, empresaria y socialite estadounidense. Es hija de Marjorie Harvey (de soltera Bridges) e hija adoptiva del comediante Steve Harvey. Ella firmó con la agencia LA Model Management en los Estados Unidos, así como con Select Model Management en Europa. En 2021, Harvey fundó la empresa de cuidado de la piel SKN by LH. 
Ha desfilado en la pasarela de Dolce & Gabbana y ha protagonizado campañas para Burberry y Michael Kors. Harvey está actualmente firmado con IMG Models y WME.

## Primeros años
Lori Harvey es la hija de Marjorie Harvey (de soltera Bridges). La identidad de su padre biológico no es de conocimiento público. Nació en Memphis, Tennessee y creció en Atlanta, Georgia. Harvey era un competitivo encuestre y aspiraba a competir en los Juegos Olímpicos. Más tarde asistió a la universidad en Florida, antes abandonó los estudios debido a una lesión que le impidió continuar con su trabajo como ecuestre.

## Carrera profesional
En 2015, comenzó una carrera como modelo, firma de contratos de modelaje con LA Model Management agencia en los Estados Unidos y Select Model Management en Europa. Harvey ha desfilado en la pasarela de la colección Primavera/Verano 2017 de Dolce & Gabbana; y ha aparecido en campañas para Dolce & Gabbana, Michael Kors, Valentino, Pat McGrath, y Burberry. En 2019, Harvey hizo un cameo en el video musical de "Motivation" del cantante Normani. También ha aparecido en las portadas de The Zine de Instagram y Wonderland. Ese mismo año, colaboró en una colección de ropa con la empresa Naked Wardrobe. En mayo de 2022, Harvey publicó un video en TikTok explicando su pérdida de peso, que incluía una dieta diaria de 1200 calorías antes de la Met Gala. El video enfrentó críticas de expertos en salud que advirtieron sobre los peligros potenciales que podría causarle a alguien participar en la dieta. En junio de 2022, Kim Kardashian enfrentó una reacción violenta después de que anunciara el lanzamiento de una línea para el cuidado de la piel llamada SKKN de Kim, que algunos usuarios de Twitter sintieron que era demasiado similar a Nombre de la empresa de Harvey. Al mes siguiente, se anunció que Harvey firmó un contrato como modelo con IMG Models y William Morris Endeavour (WME).

## Vida personal
Tiene amistades cercanas con Jordyn Woods, Normani, Winnie Harlow y Ryan Destiny, según Essence.

### Relaciones
En enero del 2016, comenzó a salir con el futbolista holandés Memphis Depay. Se comprometieron en junio de 2017 y separados en 2018.
Tras el final de su compromiso con Depay, Harvey estuvo brevemente vinculada al piloto de carreras británico Lewis Hamilton y al cantante de R&B Trey Songz. Más tarde se la vinculó con el rapero Future; la pareja confirmó su relación en enero de 2020 y se separó en agosto de ese año. Posteriormente, Future apuntó a Harvey en su verso destacado de la canción "Maybach" de 42 Dugg, con la letra "Magic City, I'm la dueña. Dile a Steve Harvey que no la quiero".
En noviembre de 2020, Harvey comenzó a salir con el actor Michael B. Jordan. En diciembre de 2021, Jordan declaró en una entrevista con The Hollywood Reporter, que "finalmente encontró lo que era el amor" con Harvey. En junio de 2022, se informó que la pareja había terminado su relación.
Harvey confirmó que está saliendo con el actor Damson Idris, en enero de 2023.

## Cuestiones legales
En octubre de 2019, Harvey fue arrestada por huir de la escena de una colisión, según el Departamento de Policía de Beverly Hills. En enero de 2020, un portavoz de la oficina del fiscal de distrito del condado de Los Ángeles confirmó a People, que fue acusada de dos delitos menores, incluido un cargo de resistirse, obstruir a un agente del orden público y un cargo de atropello y fuga que resultó en daños a la propiedad. En diciembre de 2020, TMZ informó que ella había aceptado un acuerdo de culpabilidad, y fue sentenciada a 2 años de libertad condicional.